# Amtsblatt des Saarlandes
Das Amtsblatt des Saarlandes (franz.: Bulletin Officiel de la Sarre) ist das amtliche Verkündungsblatt des Saarlandes.

## Geschichte
Als Vorläufer erschien von 1920 bis 1935 im Saargebiet das Amtsblatt der Regierungskommission. Nach der Wiedereingliederung der Region ins Deutsche Reich wurden für das Saarland Amtsblätter des Reichskommissars bzw. des Reichsstatthalters veröffentlicht.
Das heutige Verkündungsblatt besteht seit 1945. Nach der Einsetzung Hans Neureuters als Regierungspräsident im Mai 1945 wurde es zunächst als Amtsblatt des Regierungspräsidiums Saar (Nr. 1/1945–48/1946) herausgegeben, anschließend als Amtsblatt der Verwaltungskommission des Saarlandes (Nr. 49/1946–66/1947). Seit dem Beschluss der Verfassung des Saarlandes im Dezember 1947 trägt es den derzeitigen Titel Amtsblatt des Saarlandes (Nr. 67/1947 ff.). 
Im Jahr 2004 legte man das Amtsblatt mit dem Gemeinsamen Ministerialblatt zusammen.
Seit dem 3. Dezember 2009 wird der Teil I elektronisch verkündet. Die rechtlichen Voraussetzungen dafür wurden durch das Gesetz über das Amtsblatt des Saarlandes vom 11. Februar 2009 (Amtsblatt 2009, 1215) geschaffen.

## Inhalt
Der Inhalt ist in drei Abschnitte untergliedert: Im Teil I „Amtliche Texte“ finden sich vom Landtag beschlossene Gesetze sowie Verordnungen. Teil II enthält „Beschlüsse und Bekanntmachungen“, z. B. Stellenausschreibungen der Ministerien. Der Teil III ist für „Amtliche Bekanntmachungen“ vorgesehen, etwa über Zwangsversteigerungen, öffentliche Ausschreibungen, die Verlusterklärung von Sparbüchern oder öffentliche Zustellungen.
Die Verordnungen der französischen Behörden (bis 1957) wurden in französischer Sprache mit zusätzlicher nichtamtlicher deutscher Übersetzung verkündet. Darüber hinaus wurden die Teile I und II bis Mai 1952 sowohl in deutscher als auch in französischer Sprache veröffentlicht, wobei hinsichtlich der Texte der saarländischen Behörden alleine der deutsche Text amtlich war.

## Redaktion und Vertrieb
Herausgegeben wird das Blatt vom Chef der Staatskanzlei, die redaktionelle Betreuung erfolgt durch die Amtsblattstelle der Kanzlei. 
Die Satzweiss.com Print Web Software GmbH druckt und vertreibt das Amtsblatt. Seit 1999 erscheint auch eine digitale Version – zunächst wurden die Hefte auf CD-ROM veröffentlicht, später wurde der kostenpflichtige Abruf per Internet ermöglicht.
Seit April 2007 stellt Christoph Gröpl von der Universität des Saarlandes Faksimile-Ansichten der Jahrgänge 1947 bis 1998 kostenlos im Internet bereit, 2008 kamen die Jahrgänge 1945 und 1946 hinzu.